# 居加萊奇山
46°47′49.9″N 9°34′57.6″E / 46.797194°N 9.582667°E
居加萊奇山（Gürgaletsch），是瑞士的山峰，位於該國東南部，由格勞賓登州負責管轄，屬於普萊蘇爾阿爾卑斯山脈的一部分，海拔高度2,441米，每年平均降雨量1,729毫米。